# Конституция на Гърция
 За други конституции на Гърция вижте Конституция на Гърция (пояснение).  
Историята на Конституцията на Гърция датира от гръцката война за независимост, по време на която са приети първите 3 революционни гръцки конституции. Настоящата гръцка конституция влиза в сила през 1975 година, като поправки са правени през 1986, 2001, 2008 и 2019 година.

## Контекст
Конституцията на Република Гърция се състои от 120 члена и се разделя на 4 части:
- В първата част (1 – 3 член), наречена Основните разпоредби, се установява Гърция като парламентарна демокрация.
- Втората част (4 – 25 член) се отнася до индивидуалните и социалните права, чиято защита е засилена след добавките от 2001 година. Новите разпоредби регламентират въпроси като защитата на личните данни и компетентността на някои независими органи.
- В третата част (26 – 105 член) се описват организацията и функциите на държавата. Член 28 официално интегрира международни закони и международни конвенции в гръцкото законодателство.
- В четвъртата част (106 – 120 член) са включени специални, заключителни и преходни разпоредби.